# Falderndelft

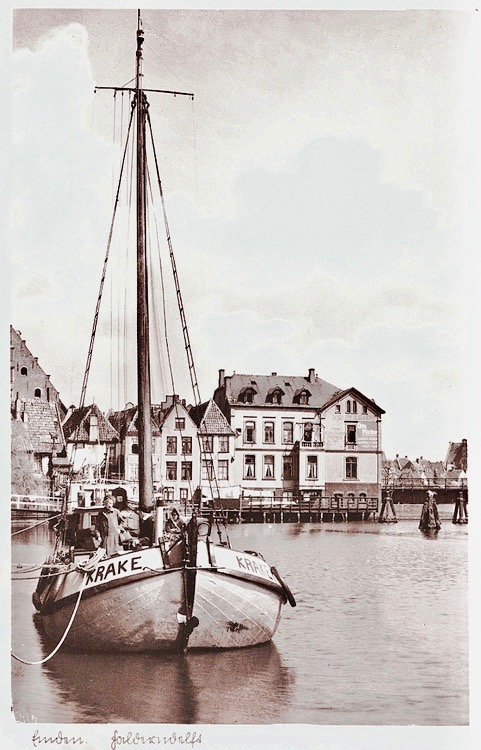
1930er Jahre: Teilansicht des Falderndelfts in Emden

Der Falderndelft in Emden ist ein Teil des Emder Hafens. Zusammen mit dem Ratsdelft und dem Alten Binnenhafen bildet er den historischen Teil des Hafens, der für den Warenumschlag längst nicht mehr genutzt wird.
In der frühen Neuzeit hingegen herrschten am Falderndelft und am Ratsdelft reges Treiben. Die Schiffe landeten hier, mitten im heutigen Stadtkern wie im historischen Stadtkern in Sichtweite des Rathauses an. Charakteristisch für die Bebauung an den Ufern waren Packhäuser, in denen die Waren mittels Winden direkt vom Schiff in die Speicher verladen wurden.
Am Falderndelft entstand auch die erste nachgewiesene Emder Werft. Diese ist für das 15. Jahrhundert bezeugt. Ende des 16. Jahrhunderts waren am Delft drei Werften angesiedelt. Auch in den nachfolgenden Jahrhunderten entstanden am Falderndelft Schiffe.
Am 10. September 1651 kam es am Falderndelft bei der Bauwerft hinter dem Fleischhause in der Brüggestraße zu einem Stapellauf-Unglück. Ein Schiffsneubau war beim Ablaufen von der Werft umgeschlagen und trieb kieloben im Wasser. Laut zeitgenössischen Berichten wurden 255 Personen getötet. Unfälle waren beim damaligen Stand der Ablauf-Technik gar nicht so selten, warum es bei diesem Unglück allerdings zu einer so großen Zahl an Todesopfer kam, ist unbekannt. Der Unfall erregte wegen seiner großen Zahl an Opfern überregionale Beachtung.
Dem Kurfürsten Friedrich Wilhelm von Brandenburg, genannt der Große Kurfürst, wurde 1682 ein Werftareal am Falderndelft zur Verfügung gestellt, auf dem die Brandenburger Werft entstand. Sie wurde 1751 in Werft Zum preußischen Adler umbenannt und ist ein Vorläufer der heute noch existierenden Cassens-Werft, die allerdings im modernen Teil des Hafens ihren Platz gefunden hat.
Der Falderndelft dient heute in erster Linie touristischen Zwecken. Die Ufer wurden zu Promenaden ausgebaut, auch bieten sie Freizeitkapitänen Anlegeplätze.
Der Falderndelft ist über seinen Ausläufer, das Rote Siel, mit der Kesselschleuse verbunden. Somit ist der Falderndelft für den Bootstourismus auf den ostfriesischen Binnengewässern von großer Bedeutung. Gelegentlich befahren auch noch Binnenschiffe die Wasserstraße. Diese sind fast ausschließlich zu kleinen Anlegern am Ems-Jade-Kanal in Bangstede und Aurich unterwegs, wo Futtermittel (Bangstede) und Baustoffe (Aurich) umgeschlagen werden.